# Janvier 1756
Cette page présente les faits marquants du mois de janvier 1756.

## Événements
- 25 janvier, Versailles : Louis-Joseph, marquis de Montcalm (1712-1759), est nommé commandant des troupes françaises de la Nouvelle-France par le ministre Marc-Pierre de Voyer d'Argenson[1].